# 熱海バイパス
熱海バイパス（あたみバイパス）は、福島県郡山市熱海町にある国道49号バイパス（全長4.7km）である。

## 概要
熱海地区の国道49号は、磐梯熱海温泉の温泉街を東西に横断し、郡山市街地と県内有数の観光地である猪苗代湖、会津若松とを結ぶ幹線道路であり、特に休日や行楽時期には激しい混雑が発生し、交通事故も多発していた。また、沿線には温泉旅館や病院が立地しており、1990年時点での沿線の騒音値は要請限度を上回っており、また歩道幅員が十分に確保されておらず、温泉客やリハビリ患者の歩行者交通の安全性に問題があった。これらの問題の解消のために、温泉街をトンネルと橋梁で北側に迂回するバイパス道路として事業化された。

### 路線データ
以下は国土交通省事後評価によるデータ
- 起点：福島県郡山市熱海町安子島
- 終点：福島県郡山市熱海町中山字二渡
- 全長：4.7km
- 道路幅員：17.0m
- 車線数：2車線

## 沿革
- 1983年 - 事業化
- 1986年 - 用地買収に着手
- 1989年 - 着工
- 1992年1月 - 福島県道24号中の沢熱海線交点から終点にかけての熱海トンネルを含む2,200mが先行開通。
- 1997年11月 - 起点から福島県道24号中の沢熱海線交点にかけての磐梯熱海大橋を含む2,500mが完成供用され、全線開通[2]。

## 路線状況

### トンネル
熱海トンネル
- 全長 - 1340m
- 幅員 - 7.0m
- 高さ - 4.7m
- 施工 - 竹中土木
- 竣工 - 1991年（平成3年）2月[3]

### 橋梁
磐梯熱海大橋
- 全長 - 322.0m
- 幅員 - 15.3m
- 竣工 - 1997年[4]

東詰の熱海バイパス東交差点が当バイパスの起点部にあたり、国道49号旧道（現福島県道200号磐梯熱海停車場線）と分岐する。旧国道、JR磐越西線、五百川を渡る。国土交通省郡山国道事務所によりライブカメラが設置されている。

## 地理

### 交差する道路
- 福島県道200号磐梯熱海停車場線（熱海バイパス東交差点）
- 福島県道8号本宮熱海線（熱海バイパス陸橋交差点）
- 福島県道8号本宮熱海線・福島県道24号中の沢熱海線（熱海バイパス中央交差点）